# Agapanthia subnigra
Agapanthia subnigra là một loài bọ cánh cứng trong họ Cerambycidae.